# Thelechoris
Thelechoris is een geslacht van spinnen uit de familie Dipluridae.

## Soorten
De volgende soorten zijn bij het geslacht ingedeeld:
- Thelechoris rutenbergi Karsch, 1881
- Thelechoris striatipes (Simon, 1889)